# كريستيان روتينسولو
كريستيان روتينسولو هو لاعب كرة قدم إندونيسي في مركز الدفاع، ولد في 20 ديسمبر 1992 في فلمبان في إندونيسيا. لعب مع نادي سريويجايا.

## وصلات خارجية
- كريستيان روتينسولو على موقع قاعدة بيانات كرة القدم.إي يو (الإنجليزية)
- كريستيان روتينسولو على موقع Soccerway.com (الإنجليزية)